# Nueve
El nueve (9) es el número natural que sigue al ocho (8) y precede al diez (10).

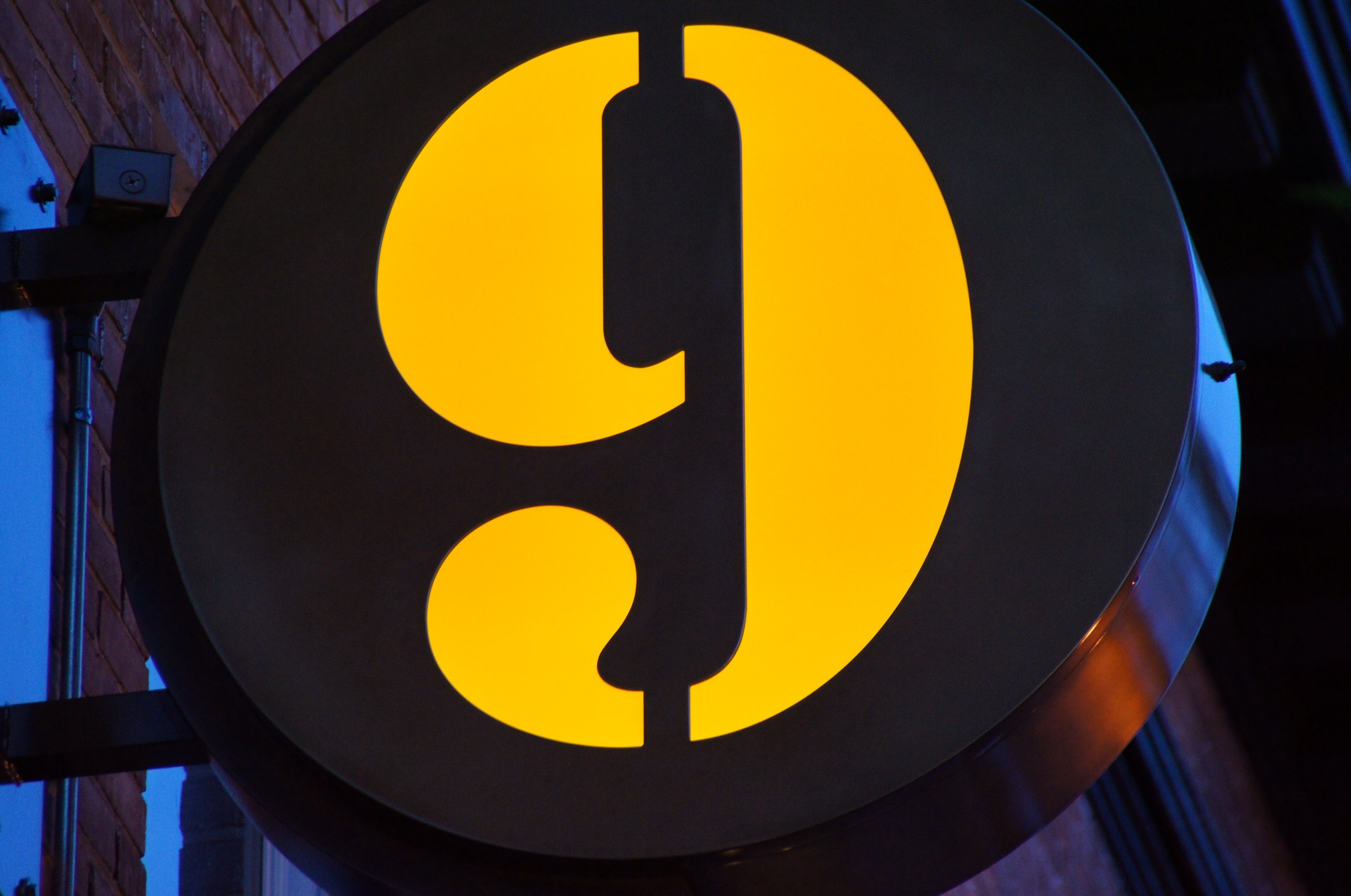
Una señal con el número nueve en una calle.

## Matemáticas
- Es un número compuesto, que tiene los siguientes factores propios: 1 y 3. Y como la suma de sus factores es  4 < 9, se trata de un número defectivo.
- El 9.º número primo es 23.
- 9 es el cuadrado de 3.
- El eneágono es un polígono de 9 lados y 9 ángulos interiores.
- Primer número de la suerte compuesto.
- Su cuadrado es 81, su cubo es 729.
- 9 es el número más alto de un solo dígito en el sistema decimal.
- 9 es la única potencia positiva  que es uno más que otra potencia positiva, según la Conjetura de Catalan.
- En el sistema ternario se escribe 1003 [1]
- Es el primer número de tipo  (p1 + 2 = p2 - 2). El número primo menor e inmediato a 9 es 7 y el número primo mayor e inmediato es 11. Ambos están a la misma distancia: 7+2=9 ; 11-2=9[2]
- Número de Motzkin.
- Número de Kaprekar.
- Una secuencia de seis 9 ocurre en la representación decimal del número pi ( π ), comenzando en el 762 lugar decimal. También es llamado punto de Feynman.
- Como 9 = 3 2 1,  es un factorial exponencial.
- Es un término de la sucesión de Padovan.
- Un número refactorizable.
- Es un autonúmero.

### Raíz digital de un número
Si sumamos todas las cifras de un número, y luego todas las cifras de la suma, y continuamos hasta lograr un número de una sola cifra, obtenemos la raíz digital del número inicial.
Lógicamente, cualquier número natural que contenga uno o más nueves como una de sus cifras, la suma de sus cifras (y, si es necesario, las del número resultante de la suma, hasta que el resultado sea un número de una cifra) dará un resultado idéntico a la adición de las mismas cifras si el número nueve no estuviere presente.
Ejemplo: 19 => 1 + 9 = 10 => 1 + 0 = 1
Sucede igual, si el número contiene más nueves:
En el número natural 123456789, la suma de las cifras constituyentes añadidas individualmente será idéntica a la suma de los dígitos en el número 12345678; porque 1 + 2 + 3 +…+ 8 + 9 = 45, y 4 + 5 = 9 da el mismo resultado que 1 + 2 + 3 +…+ 7 + 8 = 36, y 3 + 6 = 9
Esta propiedad es utilizada para comprobar la certeza del resultado en multiplicaciones y divisiones, mediante la prueba del nueve.
En la base 10, un número positivo es divisible por 9 si y solo si su raíz digital es 9.  Es decir, si cualquier número natural se multiplica por 9, y los dígitos de la respuesta se agregan repetidamente hasta que sea solo un dígito , la suma será nueve:
- 2 × 9 = 18 (1 + 8 = 9)
- 3 × 9 = 27 (2 + 7 = 9)
- 9 × 9 = 81 (8 + 1 = 9)

## Ciencia
- Número atómico del flúor (F).
- Objeto de Messier M9  es un cúmulo globular de la constelación de Ofiuco.
- Antes de 2006 (cuando Plutón fue designado oficialmente como un no planeta ), había nueve planetas en el sistema solar .
- Un embarazo humano normalmente dura nueve meses.